# رنگینک پشت‌آبی

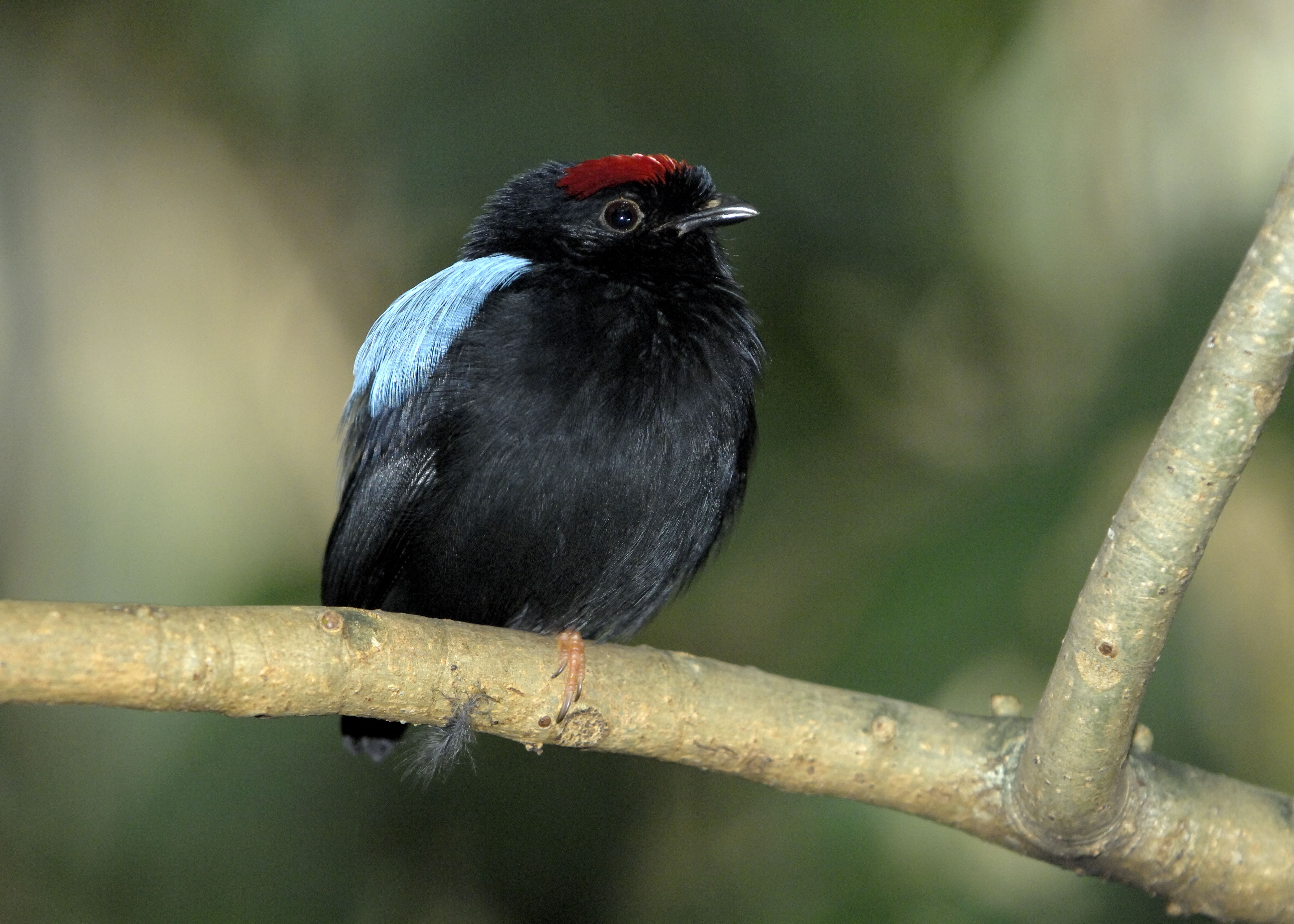
رنگینک پشت‌آبی

رنگینک پشت‌آبی (نام علمی: Chiroxiphia pareola) نام یک گونه از سرده رنگینک‌های رقاص است.